# Río Nea
El río Nea (noruego), Ganka (sami del sur), o Nean (sueco) es un corto río de 80 kilómetros de longitud que atraviesa los municipios de Tydal y Selbu en el condado de Trøndelag (Noruega) y el municipio de Åre en el condado de Jämtland (Suecia). El río Nea forma parte de la cuenca hidrográfica Nea-Nidelvassdraget. Algunos de las localidades a lo largo del río son: Østby, Ås, Aunet y Gressli en Tydal y Flora, Hyttbakken, Selbu y Mebonden en Selbu.
El río recibe por primera vez el nombre de Nean en el extremo oriental del lago artificial de Sylsjön, situado en el municipio noruego de Åre y en el de municipio sueco de Berg. Por debajo de la presa, el río fluye durante unos 6 kilómetros, cruzando la frontera sueco-noruega, donde el nombre se convierte en Nea, antes de entrar en el lago Nesjøen. En la parte inferior del lago, el río continúa por el lago más pequeño Vessingsjøen antes de seguir su curso hacia el oeste. En el centro municipal de Ås recibe al río Tya. Después, sigue el valle de Tydalen y se une al río Rotla a unos 15 kilómetros al este del pueblo de Mebonden, donde termina al desembocar en el lago Selbusjøen.